# Helcogramma chica
Helcogramma chica és una espècie de peix de la família dels tripterígids i de l'ordre dels perciformes.

## Morfologia
- Els mascles poden assolir 3,1 cm de longitud total.[1][2]

## Hàbitat
És un peix marí de clima tropical i associat als esculls de corall que viu fins als 32 m de fondària.

## Distribució geogràfica
Es troba des de Sri Lanka, l'Illa Christmas i les Illes Cocos fins a Tailàndia, el Japó, l'Illa Fènix, les Illes Marshall, la Samoa Nord-americana i Fiji.